# Gaspare Stanislao Ferrari
Gaspare Stanislao Ferrari (ur. 23 października 1834 w Bolonii, zm. 20 czerwca 1903 w Paryżu) – włoski jezuita i astronom.

## Biografia
Do zakonu jezuitów wstąpił w wieku 18 lat. Po przeprowadzce do Rzymu studiował filozofię oraz teologię. W 1863 roku otrzymał święcenia kapłańskie. W 1865 roku został przydzielony do obserwatorium astronomicznego Kolegium Rzymskiego, którego dyrektorem był ojciec Angelo Secchi. Obserwatorium to znajdowało się na dachu kościoła św. Ignacego w Rzymie. Ferrari i Secchi prowadzili tam obserwacje za pomocą 9,5-calowego teleskopu soczewkowego Merza. Ferrari redagował biuletyn obserwatorium, a później pisał także artykuły o tematyce astronomicznej do czasopisma „Atti della Pontificia Accademia dei Lincei”.
Po śmierci Secchiego w 1878 roku Ferrari został dyrektorem obserwatorium. 2 czerwca 1879 roku został zmuszony do opuszczenia obserwatorium, które przejęły władze włoskie. Mimo rozgoryczenia spowodowanego tą decyzją nadal zajmował się badaniami astronomicznymi, prowadził też wykłady z astronomii na Uniwersytecie Gregoriańskim w Rzymie. Zbudował obserwatorium meteorologiczne na terenie willi Mondragone we Frascati. Podjął też zobowiązanie zbudowania nowego obserwatorium astronomicznego, głównie w celu kształcenia kleryków. Już w 1882 roku założył niewielkie obserwatorium w prywatnej willi u podnóża wzgórza Janikulum, wyposażone w teleskop Merza o ogniskowej 1,5 m. Chciał wznowić badania astrofizyczne, a nie otrzymawszy finansowania ze środków publicznych, zainwestował swoje własne fundusze w zakup teleskopu o ogniskowej 4 m i jego oprzyrządowania. Tym samym założył w 1887 roku nowe obserwatorium, poświęcone pamięci Angelo Secchiego.
20 lutego 1894 roku usunięto go z zakonu jezuitów w związku z pożyczkami zaciągniętymi przez niego bez pozwolenia. Przeprowadził się do Paryża, gdzie zmarł w 1903 roku.

## Odkrycia skatalogowane wNew General Catalogue
W trakcie bezowocnych poszukiwań komety Bieli od 11 listopada 1865 do 18 stycznia 1866 roku Ferrari odkrył 14 obiektów typu „mgławicowego”. Wyniki obserwacji zostały opisane przez Secchiego w niemieckim czasopiśmie „Astronomische Nachrichten”. John Dreyer umieścił te obiekty w swoim katalogu NGC, błędnie podając za odkrywcę Secchiego. Nowsze badania dowiodły, że tylko 5 z tych 14 obiektów to obiekty rzeczywiste (galaktyki NGC 50, NGC 7667, NGC 7683, NGC 7738 i NGC 7739), jeden to asteryzm składający się z czterech gwiazd (NGC 7614), zaś pozostałych nie odnaleziono (NGC 116, NGC 7565, NGC 7613, NGC 7663, NGC 7666, NGC 7668, NGC 7669 i NGC 7670).